# Manfred Kaltz
Manfred Kaltz (Ludwigshafen, 6 de janeiro de 1953) é um ex-futebolista alemão.
Também conhecido como "Bananenflanken" devido aos seus chutes, Kaltz esteve presente nos melhores momentos na história do Hamburgo, que dedicou sua vida durante vinte temporadas, sendo dezenove como profissional.

## Carreira
Iniciou sua carreira no futebol no pequeno Neuhofen, tendo grandes exibições que acabaram o levando ao Hamburgo, quando tinha apenas dezessete anos. Sua estreia na equipe profissional dos Rothosen aconteceu apenas uma temporada após sua chegada. Esteve presente nos melhores anos da história do clube, sendo titular nas duas finais alcançadas pelo clube da Copa dos Campeões da UEFA, sendo campeão na segunda oportunidade, vencendo pelo placar mínimo a poderosa Juventus, que contava com grandes nomes do futebol na época, como Michel Platini e Paolo Rossi.
Após dedicar dezoito anos a equipe profissional do Hamburgo, acabou não tendo seu contrato renovado, sendo um dos principais por isso Erich Ribbeck. Kaltz acabou se transferindo para o futebol francês, indo atuar no Bordeaux. Porém, acabou não recebendo oportunidades na equipe, disputando apenas uma partida. Logo, se transferiu para o Mulhouse, onde permaneceu apenas um temporadas, quando retornou ao Hamburgo, onde disputou sua última temporada como profissional.
Kaltz também defendeu durante oito anos a Alemanha Ocidental, participando de cinco competições. Esteve presente nos Jogos Olímpicos de 1972, mas disputando apenas um partida. Também esteve presente em duas Eurocopas (1976, onde terminou com o vice e 1980, onde ficou com o título) e duas Copas do Mundo (em 1978 e 1982, onde ficou com seu segundo vice com a Alemanha). Ao todo, disputou sessenta e nove partidas, balançando as redes em oito oportunidades.

## Títulos
Seleção Alemã-Ocidental
- Eurocopa: 1980